# Dykarantiloper
Dykarantiloper (Cephalophinae) är en underfamilj slidhornsdjur som omfattar 17 arter fördelade på två släkten: skogsdykare och savann- eller buskdykare. Gruppen kallas även tofsantiloper, skogsantiloper eller helt enkelt dykare. Namnet kommer sig av att deras föredragna flyktmetod är att dyka in i ett busksnår.

## Kännetecken
Storleken varierar mycket beroende på art. Blå dykare som är en av de minsta arterna har en kroppslängd (huvud och bål) av 60 till 65 cm, en mankhöjd av 35 till 41 cm, en svanslängd av 9 till 10 cm och en vikt av 3,5 till 9 kg. Hos arten blir hornen 3 till 9 cm långa. Med en kroppslängd (huvud och bål) av 150 till 190 cm, en mankhöjd av 70 till 87 cm, en svanslängd av 18 till 20 cm och en vikt av 45 till 80 kg är gulryggad dykare en av de största arterna i underfamiljen. Den har 11 till 21 cm långa horn. De har kortare framben än bakben och får därav en rundad ryggprofil. Pälsens färg är beroende på arten. Ofta är ovansidan brunaktig och undersidan tydlig ljusare. Några arter har gul- eller rödaktig päls och sebradykare (Cephalophus zebra) har svarta tvärstrimmor som påminner om en zebra. Hos de flesta arterna har båda könen horn som är tämligen korta. Hos några arter är hornen inte synliga då de göms av huvudets hårtofs.

## Utbredning och habitat
Alla arter lever i Afrika söder om Sahara. De flesta arterna finns i tropiska regnskogar i västra och centrala Afrika. Dessa arter som inte lever i regnskogen lever alltid nära buskar. Dykare finns aldrig i den öppna savannen. I bergsregioner förekommer de upp till 3 500 meter över havet.

## Levnadssätt
Dykarantiloper är aktiva på natten, mycket skygga och vistas alltid i närheten av tät vegetation. De rusar till närmaste växtligheten och gömmer sig där när de känner sig hotade. Födan utgörs av gräs, blad, frukter, rotfrukter och blommor. För arten grådykare (Sylvicapra grimmia) är det känt att den även äter groddjur, insekter, mindre fåglar, möss och as. Det antas att även andra dykarantiloper äter animalisk föda, vilket är ovanligt för idisslare.
Dessa djur lever ensamma eller i par. Träffas artfränder av samma kön tillsammans är de mycket aggressiva. Vid revirets gränser uppstår ofta strider som utkämpas med hjälp av hornen. Honornas dräktighet varar ungefär 120 dagar och sedan föds en enda unge.

## Systematik
Underfamilj: Cephalophinae
- Släkte Skogsdykare (Cephalophus)
  - Aders dykare (Cephalophus adersi)
  - Peters dykare (Cephalophus callipygus)
  - Svartryggad dykare (Cephalophus dorsalis)
  - Cephalophus harveyi
  - Jentinkdykare (Cephalophus jentinki)
  - Vitmagad dykare (Cephalophus leucogaster)
  - Nataldykare (Cephalophus natalensis)
  - Svart dykare (Cephalophus niger)
  - Svartansiktad dykare (Cephalophus nigrifrons)
  - Ogilbys dykare (Cephalophus ogilbyi)
  - Blåbandad dykare (Cephalophus rufilatus)
  - Gulryggad dykare (Cephalophus sylvicultor)
  - Abbotts dykare (Cephalophus spadix)
  - Weyns dykare (Cephalophus weynsi)
  - Sebradykare (Cephalophus zebra)
- Släkte Philantomba
  - Maxwells dykare (Philantomba maxwellii)
  - Blå dykare (Philantomba monticola)
  - Philantomba walteri[3]
- Släkte Savann- eller buskdykare (Sylvicapra)  
  - Grådykare (Sylvicapra grimmia)

Dykarantilopernas ställning i familjen slidhornsdjur är omstridd. Tidigare antogs de utgör en ursprunglig grupp i familjen på grund av likheter med tidiga slidhornsdjur som levde under miocen. Idag finns olika teorier om underfamiljens uppkomst. Gentry hävdade 1992 att de är oxdjurens direkta föregångare. Andra forskare tror att de är nära släkt med underfamiljen Reduncinae. Enligt molekylärgenetiska undersökningar kan de även vara släkt med vatten- och rörbockar.

## Hot
Flera arter listas av IUCN som starkt hotade eller sårbara. Några är inte sällsynta, men för alla minskar beståndet. Minskningen beror huvudsakligen på förstöringen av regnskogen. Djuren jagas för köttets skull men är inte hotade av sport- eller troféjägare.